# Jewelpet Twinkle
Jewelpet Twinkle (ジュエルペット てぃんくる☆, Jueropetto Tinkuru, parfois transcrit Jewelpet Tinkle) est une série d'animation japonaise de type magical girl de 53 épisodes, initialement diffusée du 3 avril 2010 au 2 avril 2011 au Japon sur la chaine TV Tokyo,. Il s'agit de la deuxième saison de l'anime basé sur la franchise de jouets Jewelpet de Sanrio, succédant à Jewelpets, le royaume des bijoux et précédant Jewelpet Sunshine.
Elle est diffusée en France à partir du 2 mai 2012 sur la chaine Télétoon+.

## Synopsis
Akari Sakura est une jeune fille âgée de 11 ans . Elle est très timide et manque énormément de confiance en elle, sans oublier qu'elle vit également dans l'ombre de sa sœur, très populaire . Le jour de la rentrée, Akari rencontre Ruby, un jewelpet qui lui demande de devenir son partenaire pour qu'ainsi elles puisse toutes les deux apprendre la magie et pourquoi pas remporter le grand prix et devenir une Jewelstar . Pour devenir une Jewelstar et avoir le pouvoir de réaliser trois vœux, Ruby et Akari surmonteront bien des épreuves mais y arriveront-elles ? 

## Personnages
Akari Sakura est le personnage principal et la propriétaire de Ruby et de Labra. Elle a onze ans et rêve de devenir mangaka. Elle rencontre Ruby un jour où elle se trouve sur la plage avant d'aller à l'école. Elle est née le 22 juillet, elle a 11 ans.
Miria Marigold Mackenzie est la meilleure amie d'Akari et la propriétaire de Garnet et de Sango. Sa mère s'appelle Céline Bright et est une actrice très célèbre. Elle rêve de devenir pop-star. Elle rencontrera Akari dans le second épisode. Elle est née le 16 janvier, elle a 9 ans.
Sara est la scientifique du groupe. D'origine mi-japonaise mi-taiwanaise, elle est la partenaire de Sapphie. Elle est née le 9 septembre, elle a 13 ans.
Ruby est une petite lapine blanche joyeuse et gaie mais elle n'est pas très bonne en magie. C'est le Jewelpet du courage. Vu ses résultats, elle est au rang Acrylique,ce qui veut dire qu'elle réussit très rarement ses tours de magie. Elle est née le 29 juillet.
Garnet est très coquette et adore le rose. Elle est moyenne à l'école. C'est le Jewelpet de l'amour. Vu ses notes elle est au rang verre, ce qui veut dire qu'elle réussit ses tours la plupart du temps. Elle est née le 8 janvier.
Sapphie est très calme, intelligente, et très bonne à l'école. C'est le Jewelpet de l'amitié. Vu ses résultats, elle est au rang cristal, ce qui veut dire qu'elle réussit tout le temps ses tours.
Elle est née le 1er septembre.
Léon est le partenaire de Dian, il est d'origine autrichienne. Miria est amoureuse de lui. Il est né le 1er septembre, il a 17 ans.
Nicolas  se considère comme le génie du groupe et il est le propriétaire de Titana. Ce sont du moins les partenaires les plus proches. Ils se considèrent comme des génies. Après plusieurs examens où ils ont dû travailler en groupe, Nicolas et Titana se lient d'amitié avec les autres élèves et en particulier avec Akari. il est né le 17 décembre, il a 7 ans.

## Génériques
- Thème d'ouverture : Happy Twinkle (Happy☆てぃんくる?), par Kayano Masuyama avec Ruby et Rabura (Labra)
- Thème de fin : Sora ni Rakugaki (空ニラクガキ?), par Akari, Miria, et Sara
- Chanson insérée : Little☆Twinkle☆Star (Little☆てぃんくる☆Star?), par Miria